# 풍월
《풍월》(風月, Temptress Moon)은 홍콩에서 제작된 천카이거 감독의 1996년 멜로/로맨스 영화이다. 장국영 등이 주연으로 출연하였다.
이 영화는 1996년 칸 영화제에서 초연되었으며 여기에서 황금종려상 부문에 참여하였으나 해당 상은 마이크 리의 비밀과 거짓말이 차지했다. 이 영화는 중국 대륙에서 정부 기관에 의해 상영이 금지되었다.

## 출연
- 장국영
- 공리
- 임건화

## 기타
- 의상: 장숙평